# Marian Marsh
Marian Marsh (Violet Ethelred Krauth: Trinidad, hoy Trinidad y Tobago, 17 de octubre de 1913 - Palm Desert, California, 9 de noviembre de 2006) fue una actriz cinematográfica estadounidense, dedicada al final de su vida a la protección ambiental.
Es conocida por su participación en películas de los años 30, como son Hell's Angels (Los ángeles del infierno) (1930), de Howard Hughes, Svengali (1931), de Archie Mayo, y Five Star Final (1931), de Mervyn LeRoy.

## Biografía
Era la más joven de cuatro hermanos, y sus padres eran un fabricante alemán de chocolate y su esposa, de origen francés e inglés. 
Con la llegada de la Primera Guerra Mundial, la familia de Violet se trasladó a Boston, Massachusetts. Con diez años de edad se mudaron de nuevo, en esta ocasión a California, donde la hermana de Violet, la actriz Jean Fenwick, había conseguido un contrato con los estudios Film Booking Offices of America.
Violet estudió en la La Conte Junior High School y en la Hollywood High School. En 1928, la actriz del cine mudo Nance O'Neil ofreció a Violet seguir lecciones de dicción y de movimiento. Con la ayuda de Jean, Violet pronto tuvo acceso al cine. Violet, ahora conocida como Marilyn Morgan, consiguió un contrato con Pathé, compañía con la que trabajó rodando muchos cortos. Pronto intervino con un pequeño papel en el clásico de Howard Hughes Hell's Angels (Los ángeles del infierno), así como en el musical en Technicolor de Eddie Cantor "Whoopee". Poco tiempo después, firmó para Warner Bros. y se cambió su nombre por el de Marian Marsh.

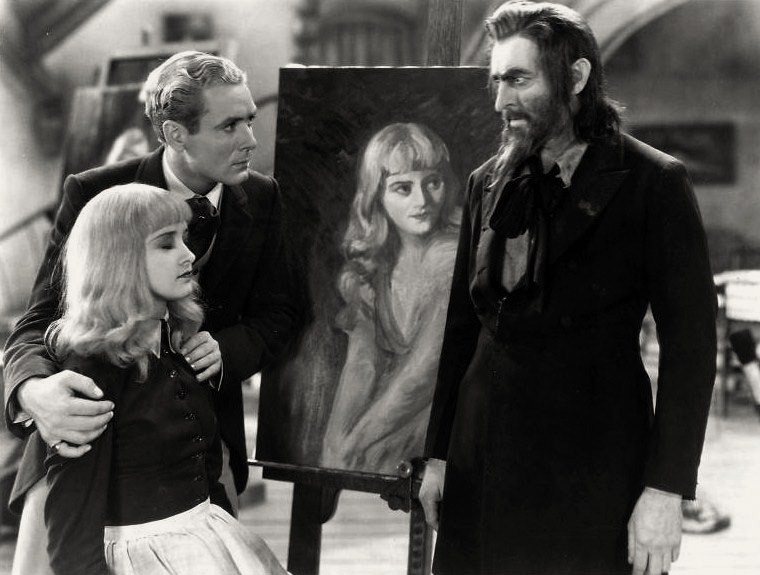
Parte de un fotograma de Svengali: M. Marsh, Bramwell Fletcher (1904 - 1988) y John Barrymore.

En 1931, con 17 años, hizo uno de sus papeles más importantes: en la película Svengali, con John Barrymore. Marsh fue elegida por el mismo Barrymore para el papel principal femenino. Svengali se basaba en la novela de terror gótico del autor George du Maurier Trilby, publicada por entregas en 1894 y como libro en 1895.
La película fue escogida como una de las WAMPAS Baby Stars de 1931. La crítica positiva y el éxito en taquilla de Svengali facilitaron a Marsh participar en una serie de filmes producidos por Warner Bros., incluyendo Five Star Final (1931), con Edward G. Robinson, The Mad Genius (1931), otra vez con John Barrymore, The Road to Singapore (1931), con William Powell, y Beauty and the Boss (1932), con Warren William.
En 1932, Marsh abandonó Warner Bros. y aceptó varias ofertas en Europa hasta el año 1934. Disfrutó trabajando en Inglaterra y en Alemania, así como pasando varias vacaciones en París. De vuelta a los Estados Unidos, actuó como la heroína en una adaptación popular de "A Girl of the Limberlost" (1934), en la que también actuaba Louise Dresser. Marsh afirmaba que ésta era su interpretación faviorita. En 1935, Marsh firmó un contrato de dos años con Columbia Pictures. Durante ese tiempo, trabajó en películas tales como el clásico de Josef von Sternberg Crime and Punishment (Crimen y castigo) (1935), con Peter Lorre, The Black Room (1935), una de las mejores películas de terror de la década, con Boris Karloff, y el drama Counterfeit, junto a Chester Morris (1936). Cuando su contrato expiró en 1936, Marsh volvió a trabajar como actriz independiente durante varios años, actuando principalmente en películas de serie B. Su último film fue House of Errors (1942), en el cual actuaba con el veterano comediante del cine mudo, Harry Langdon.
A finales de los años 50 actuó en un episodio piloto para una serie de televisión, junto a John Forsythe, y en un episodio de Schlitz Playhouse of Stars. Se retiró en 1959.
El 29 de marzo de 1938 se casó con el corredor de bolsa Albert Scott, con el cual tuvo dos hijos. Tras la muerte de Scott, Marsh se casó con Cliff Henderson, pionero de la aviación y empresario, y se fue a vivir a Palm Desert (California), ciudad que Henderson desarrolló en los años 40. 
En los años 60 fundó Desert Beautiful, una organización dedicada a la protección ambiental. Cliff Henderson falleció en 1984 y Marian siguió residiendo en Palm Desert hasta su muerte a los 93 años de edad.